# هانس بلوم
هانس بلوم (بالألمانية: Hans Blum)‏ هو كاتب أغاني ألماني، ولد في 23 مايو 1928 في هانوفر في ألمانيا.

## وصلات خارجية
- هانس بلوم على موقع IMDb (الإنجليزية)
- هانس بلوم على موقع ميوزك برينز (الإنجليزية)
- هانس بلوم على موقع ميوزك برينز (الإنجليزية)
- هانس بلوم على موقع ديسكوغز (الإنجليزية)
- هانس بلوم على موقع ديسكوغز (الإنجليزية)
- هانس بلوم على موقع ديسكوغز (الإنجليزية)
- هانس بلوم على موقع ديسكوغز (الإنجليزية)